# قلمدان

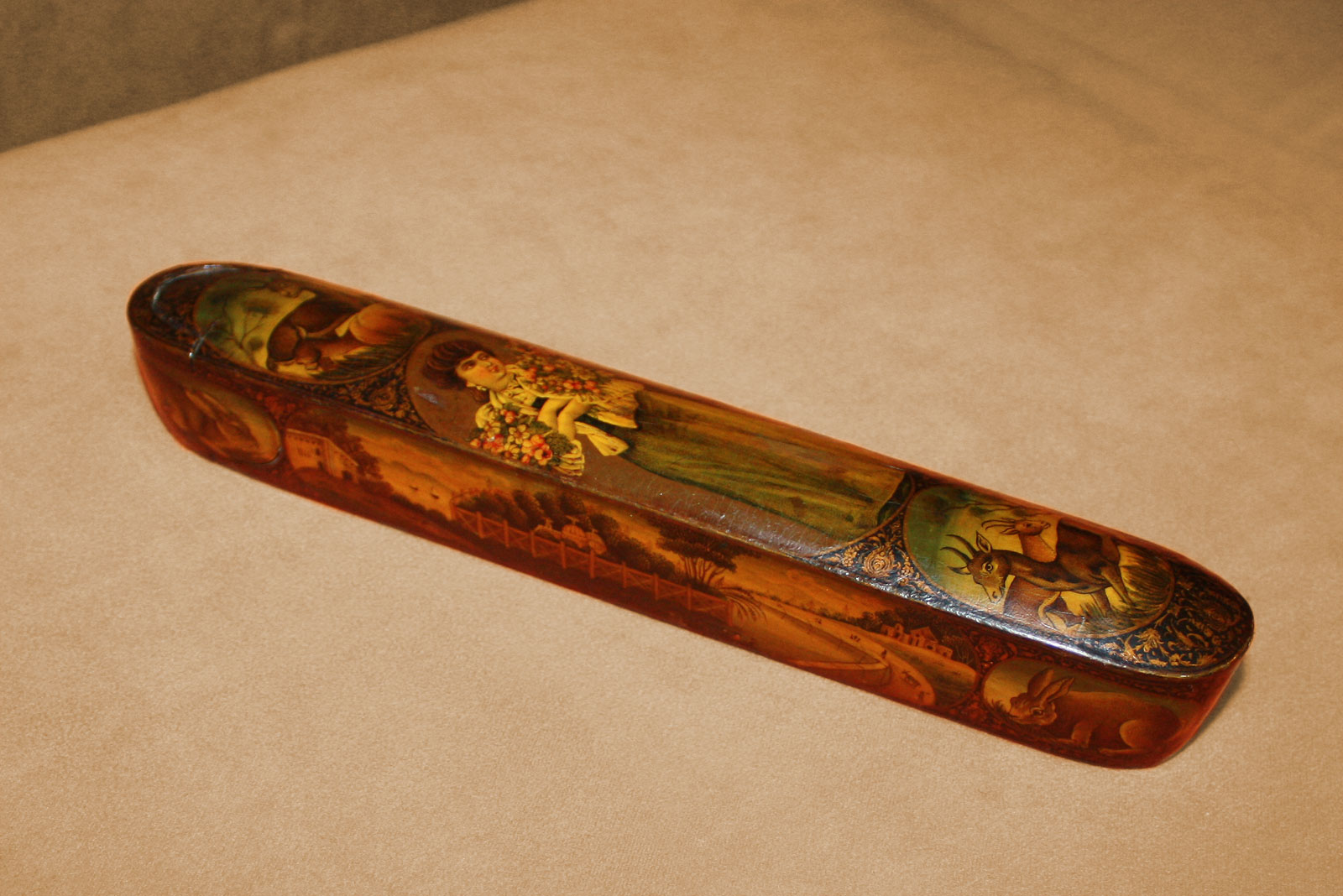
یک قلمدان به سبک آثار عبدالحسین صنیع همایون نقاش قلمدان مشهور دوره قاجار

قلمدان، جعبه مانندی است از جنس چوب، مقوا یا پاپیه ماشه که برای نگهداری قلم‌های مخصوص خوشنویسی و دیگر ابزار کتابت به کار می‌رود.
معمولاً قلمدان از دوبخش تشکیل می‌شود «بخش داخلی» که مانند جعبه سرگشاده و بدون در است و بخش بیرونی یا «روپوش قلمدان» که بخش داخلی را مانند غلاف دربر گرفته و جعبه گونه‌ای است از مقوا یا چوبِ مکعبِ استوانه شکلِ میان تهی. روی قلمدان را با نقش‌های گوناگون از نقوش گیاهی و هندس و اشکال آدمیان، پرندگان یا جانوران منقش می‌سازند. معمولاً در آن ابزارهای گوناگون نوشتن مانند قلم نی و قلم‌تراش و مقراض و قطزن می‌گذارند.
قلمدان و قلمدان‌سازی در زمره تولیدات پاپیه ماشه‌ای قرار می‌گیرد که با هنر و فرهنگ ایران رابطه و پیوند دیرینه دارد. قلمدان یکی از صنایع دستی ارزشمند ایران محسوب می‌شود و علت اهمیت آن در زمان قدیم ظرافت و حساس بودن قلم‌های خوشنویسی بوده که از نی تراشیده می‌شدند.

## پیشینه
اطلاعاتی دربارهٔ قلمدان در دوران پیش از اسلام در دست نیست. با ورود اسلام، استفاده از قلمدان در مکتب‌خانهها و مدرسهها معمول گشت. از دورهٔ سلجوقیان تا تیموریان به دلیل پشتیبانی و رشد هنرها به‌ویژه خوشنویسی و کتاب‌سازی، این هنر پیشرفت بسیاری نمود.
در دورهٔ صفویه که خوشنویسی به بالاترین حد خود رسیده‌بود، هنر قلمدان‌سازی نیز به اوج خود رسید و قلمدان‌های برجا مانده از آن دوران از ارزشمندترین و پرهنرترین آثار فرهنگی هنری ایران به‌شمار می‌روند.
در دوره‌های زندیه و قاجاریه نیز همچنان این هنر در اوج بود و بیش‌تر در میان هنرمندان اصفهانی رواج داشت.
قلمدان‌سازی از دوران صفوی رونق و اعتبار افزونی گرفت. قلمدان‌های این دوره از جمله اصیل‌ترین آثار هنری‌اند. قلمدان‌ها عمدتاً از سه دسته تشکیل یافته‌اند: چوبی، فلزی و مقوایی. دسته آخر، زیر مجموعه صنعت پاپیه ماشه‌است. این قلمدان‌ها را در اشکال گوناگون قالب‌گیری می‌کردند و بعد روی آن نقاشی مینیاتور و به ندرت تذهیب به کار می‌بردند.

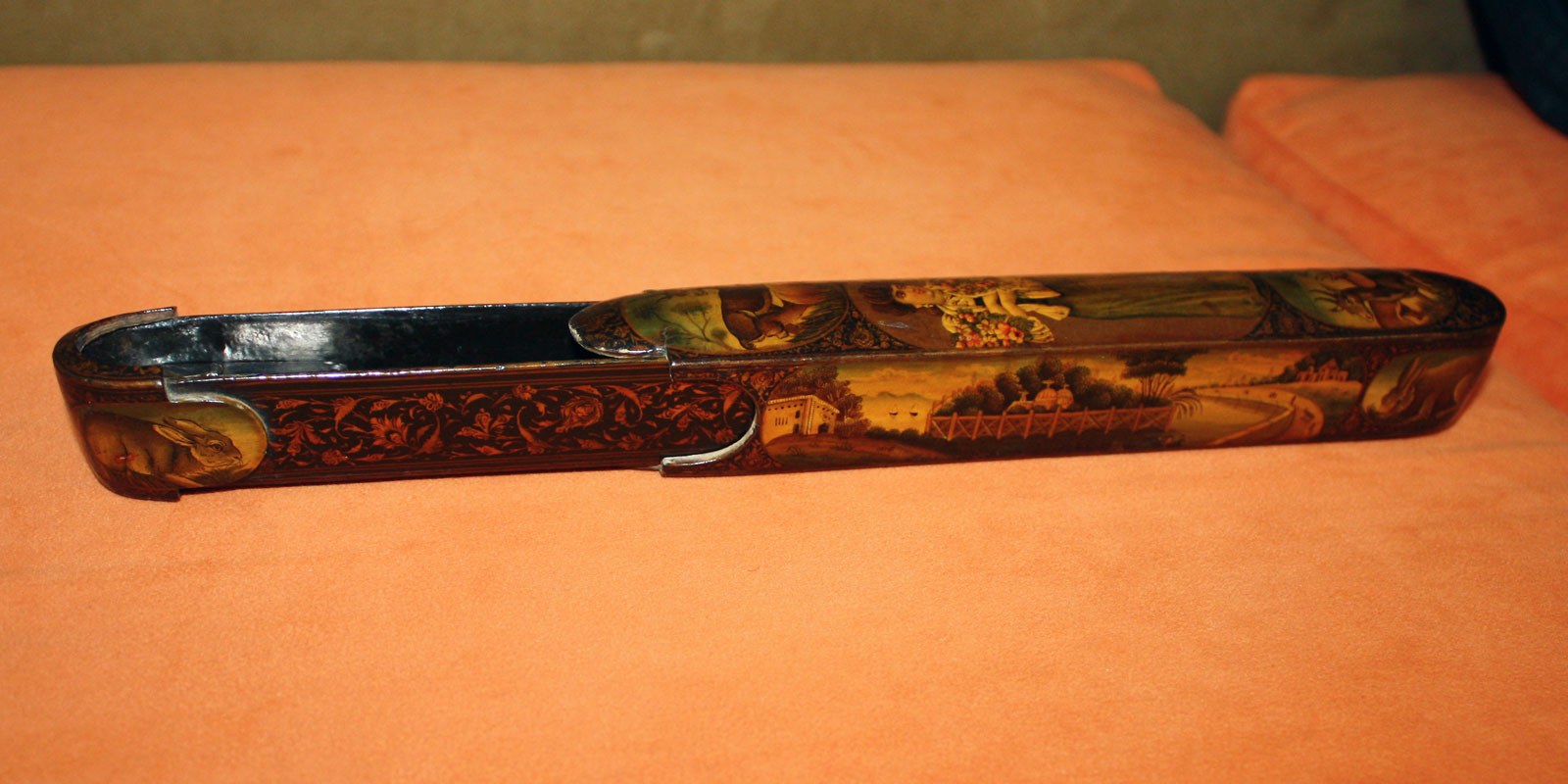
قلمدان در حالت باز

## قلمدان‌سازان و نقاشان معروف
از جملهٔ نامدارترین نقاشان قلمدان دوران صفویه و زندیه و قاجاریه می‌توان محمد زمان نگارگر، آقا نجف اصفهانی ،حسن خداداد، محمد خداداد، سمیرمی، محمدصادق امامی اصفهانی، کاظم بن آقانجف، عبدالحسین صنیع همایون عبدالرحیم اصفهانی و  حاجی اقا جان نقاش شیرازی  ٬  لطف علی صورتگر شیرازی ٬  میر زا اقا شیرازی  ٬  میرزا لطف الله مستوفی شیرازی  ٬ فتح الله شیرازی  را نام برد.
از قلمدان‌سازان معروف در دوره قاجار که قلمدان مقوایی می‌ساختند می‌توان به میرزا ابوالقاسم طباطبایی (معاصر با ناصرالدین شاه) مشهدی حسن تهرانی، عبدالحسین مقواساز اصفهانی و کریم مقواساز اشاره کرد.

## ارزش
قلمدان و قلمدان‌سازی با هنر و فرهنگ ایران رابطه و پیوند دیرینه دارد چرا که گرانمایه‌ترین میراث‌های نقاشی، مینیاتور، تذهیب و منبت‌کاری قدیمی ما بر جعبه‌های قلمدان نقش بسته‌است. از طرفی قلمدان در گذشته‌ای نه چندان دور از مهم‌ترین ابزار کتابت به‌شمار می‌رفت.
قیمت و ارزش یک قلمدان معمولاً بستگی به کیفیت نقوش آن داشته و دارد به‌طوری‌که نوشته‌اند در سالهای آخر سلطنت ناصرالدین شاه، نقاشان قلمدان فقط برای تزئین یک قلمدان گاه تا پنجاه تومان اجرت می‌گرفتند و این مبلغ در مقایسه با نان که هر سه کیلو، فقط یک قران قیمت داشت رقم فوق‌العاده قابل توجهی بود. هم‌اکنون هم انواع قلمدان زینت بخش مجموعه‌های خصوصی و موزه‌های مختلف جهان است.
درزمان حال کارشناسان هنری قیمت قلمدان‌ها را بر اساس مواردی چون:قدمت، کیفیت و نوع کار انجام شده روی قلمدان، هنرمند نقاش (امضای روی قلمدان)، میزان سالم بودن قلمدان تعیین می‌کنند

## اندازه
قلمدان‌ها از نظر اندازه:
1. کوچک یا نیم بهره با ابعاد ۲×۱۳ سانتی‌متر
2. متوسط یا یک بهره با ابعاد ۷/۳×۲۱ سانتی‌متر
3. قلمدان عادی یا دو بهره با ابعاد ۴/۴×۵/۲۳ سانتی‌متر
4. قلمدان بزرگ یا سه بهره با ابعاد ۵/۵×۲۸

## ساختار
ساده‌ترین شکل قلمدان از یک غلاف و یک زبانه یا کشو تشکیل می‌شود و برای ساخت هر یک بهتر است از قالبی جداگانه استفاده شود. قالب‌ها را معمولاً از چوب‌های سختی چون چوب گردو می‌سازند.

## ساخت
ساخت مقوای قلمدان به دو روش خمیری و کاغذی انجام می‌گیرد که ابتدا به شرح روش خمیری پرداخته می‌شود. برای تهیه خمیر کاغذ ابتدا کاغذهای باطله خرد شده را خیس می‌کنند تا کاملاً نرم شود و بعد آب آن را به وسیله پارچه‌ای می‌گیرند و در هاون سنگی با سریش می‌کوبند تا خمیری قهوه‌ای مایل به خاکستری به دست آید. سپس با کاغذ روغنی تمام سطح قالب را می‌پوشانند به‌طوری‌که منفذی باقی نماند. یک لایه کاغذ را به دور قالب پیچیده و بعد لایه‌ای از خمیر را به یک ضخامت روی تمام سطح قالب قرار می‌دهند و قبل از خشک شدن کامل آن را به وسیله سوهان می‌کوبند یا توسط استخوان یا شیئی صیقلی مهره می‌کشند تا کاملاً فشرده گردد. پس از خشک شدن کامل به همان روش که گفته شد چند لایه دیگر خمیر بر آن می‌کشند تا به ضخامت دلخواه برسد. در آخر سطوح قلمدان را به وسیله سوهان و سمباده صاف می‌کنند، کاغذ مرغوبی را بر روی آن می‌چسبانند و با تیغ برش دهانه غلاف را می‌برند و قالب را از غلاف بیرون می‌کشند. کاغذ روغنی سابق‌الذکر بیرون آمدن قالب را ممکن می‌سازد.
در روش کاغذی ابتدا قاب قلمدان را با دو کاغذ روغنی می‌پوشانند سپس کاغذی را دور قالب می‌گیرند؛ کاغذهایی را که برای ساخت مقوای قلمدان در نظر گرفته‌اند در اندازه لازم می‌برند و به سریش آغشته می‌کنند و بر روی قلمدان می‌پیچند. پس از چسباندن کاغذ سوم توسط سوهان چوب ساب به روی آن ضرباتی متوالی وارد می‌آورند تا الیاف کاغذها در هم فرورود و روی آن را به سریش آغشته می‌سازند و می‌گذارند تا خشک شود. قبل از آنکه کاملاً خشک شود آن را به وسیله شیئی صیقلی مهره می‌کشند و پس از خشک شدن کامل لایه‌های دیگر را به همان ترتیب می‌چسبانند که به ضخامت مورد نظر برسد.